# Sougy-sur-Loire
Sougy-sur-Loire é uma comuna francesa na região administrativa de Borgonha-Franco-Condado, no departamento Nièvre. Estende-se por uma área de 32,73 km². Em 2010 a comuna tinha 622 habitantes (densidade: 19 hab./km²).